# Bojan Tomažič
Bojan Tomažič, slovenski novinar, pisatelj, glasbenik, slikar, * 1958.
Deluje kot novinar v Večerovi časopisni hiši v Mariboru, bil je odgovorni urednik tednika 7 dni. Je avtor romana Vonj ljubezni (Ona reče, on reče) (2009). Napisal je Mobilizirance, pripovedi slovenskih mobilizirancev v nemško vojsko, knjiga je izšla 1994. leta. Leta 1999 je izšla njegova knjiga kratkih zgodb z naslovom Konjska zarota. Lani je izšla knjiga kratkih zgod z naslovom Vmes. V naslovni zgodbi piše o evtanaziji telesno in duševno bolnih na Slovenskem, ko je bil večji del Štajerske priključen Tretjemu rajhu. Napisal je večino besedil za glasbeno skupino CZD (Center za dehumanizacijo, v kateri je igral bas kitaro, kitaro in sampler. V njej še vedno deluje. Njegova prva glasbena skupina se je imenovala Butli (1980), dejaven je bil v skupini Rukola in v rock bendu Onslow iz Maribora. Leta 2011 so pesmi, ki jih je ustvaril v solo projektu MTT/Mariborski trdi toni, izšle na vinilni plošči Zvoki Maribora. Od leta 2017 je basist in pevec v skupini Nea.